# 九甲圍
九甲圍，又稱甲圍，是台灣高雄市橋頭區內的一個聚落，地點位在橋仔頭（橋頭市區）的西邊，在行政上分為甲南里與甲北里。本聚落內有一座稱為九甲圍義山宮的三山國王廟。

## 歷史
九甲圍又稱甲圍，一般記其名源於明末鄭成功經略台灣，先民是從唐山來台灣移入本地墾荒拓殖，住民以務農為主，當時因治安不良盜匪猖狂，里民即在村落四周圍植竹林建籬落以示警保護，在籬內建屋而居，籬落外圍是耕作農田，里民早出晚歸以維護安全，聚落南面居民以土牆建屋甚為普遍，故又稱「土角埕」。
日治時期，於1920年設置楠梓庄下的一個大字行政區九甲圍，其中在1935年的統計有常住人口1883人。